# Plaza Kim Il-sung
La plaza Kim Il-sung es una plaza situada en Pionyang, Corea del Norte, denominada así en honor del fundador e ideólogo de Corea del Norte, Kim Il-sung. Se localiza al lado de la orilla occidental del río Taedong, justo enfrente de la Torre Juche. Es el lugar tradicional de celebraciones, mítines y desfiles militares del régimen y es la imagen típica de Corea del Norte en los medios de comunicación. Es la 12.ª plaza más grande del mundo, con 75 000 m². El Gran Palacio de Estudios del Pueblo se encuentra situado en la plaza, con vistas al río.